# 奥古斯特·凯库勒
弗里德里希·奥古斯特·凯库勒（德語：Friedrich August Kekulé，/ˈkeɪkəleɪ/，KAY-kə-lay），后称弗里德里希·奥古斯特·凯库勒·冯·施特拉多尼茨（德語：Friedrich August Kekule von Stradonitz，德語：[ˈfʁiːdʁɪç ˈʔaʊɡʊst ˈkeːkuleː fɔn ʃtʁaˈdoːnɪts]；1829年9月7日—1896年7月13日）是一名德国有机化学家。从1850年代直到他去世，凯库勒是欧洲最著名的化学家之一，特别是在理论化学领域。他是化学结构理论的主要创始人。

## 早年
凯库勒出生于达姆施塔特一个旧式波希米亚贵族家庭。1847年秋天，他進入吉森大學就讀，有建築學習的意圖。在他第一學期聽完了尤斯图斯·冯·李比希的講座之後，他決定選擇攻讀化學。在吉森大學接受了四年的學習和短暫的義務兵役後，他在巴黎（1851-52）、瑞士庫爾（1852 - 53年）和倫敦（1853-55）在臨時助理工作中受到了亞歷山大·威廉姆森的決定性影響。他的吉森大學博士學位在1852年的夏天被授予。

## 化學結構理論
1856年起，凯库勒在海德堡大學擔任私講師，1858年赴根特大學擔任全職教授，1867年起在波恩大学任教授，并在他的职业生涯的剩余时间里一直留在那里。广泛研究含碳化合物，尤其是苯，并提出了苯的环状结构。1857年，凯库勒提出，碳原子为四价原子。
这个理论来自于原子价的观念，特别是碳的四价（凯库勒在1857年末宣布），和碳原子相互联系的能力（在1858年5月发表的一篇论文中宣布）以确定分子中所有原子的键合顺序。根据那些先行者们的想法，例如威廉姆森、爱德华·弗兰克兰、威廉·奥德林、奥古斯特·罗朗、查尔斯-阿道夫·武尔茨等人，凯库勒是化学结构理论（1857-58）的主要制定者。
对于有机化学家，结构理论提供了明显的新的理解清晰度，以及分析和特别合成工作的可靠指导。因此，有机化学领域从此开始爆发式发展。除了凯库勒和阿奇博尔德·斯科特·库柏之外，最具活力的追求早期结构调查的人们是弗兰克兰德、查尔斯-阿道夫·武尔茨、亞歷山大·克倫·布朗、埃米尔·埃伦迈尔和亚历山大·米哈伊洛维奇·布特列洛夫。

## 凯库勒的梦

銜尾蛇，凯库勒对苯结构的启发。

在1865年以后，对于纯化学和应用化学的研究，对苯和所有芳族化合物的新认识被证明是非常重要的，1890年，德国化学学会组织了凯库勒荣誉的精心评价，庆祝了他的第一个苯的论文的二十五周年。在这里凯库勒谈到创造这个理论。据凯库勒本人的著作称，他在梦见一条蛇首尾相接的时候发现了苯环结构。而这个传奇的梦则是源于他经年累月的对碳--碳键的研究。
凯库勒声称他解决了碳原子何以能同时跟四个原子结合的原因。在他的说法通过出版得到广泛接受之后，20世纪20年代早期出版的凯库勒传记却得出结论，他对于碳原子的四价学说事实上得益于阿奇博尔德·斯科特·库珀（1831年—1892年）先前的研究。此外，德国化学家劳施密特（1821年—1895年）也早在1862年就先于凯库勒描述了苯的环状结构，尽管他并没有给出证明。

## 荣誉

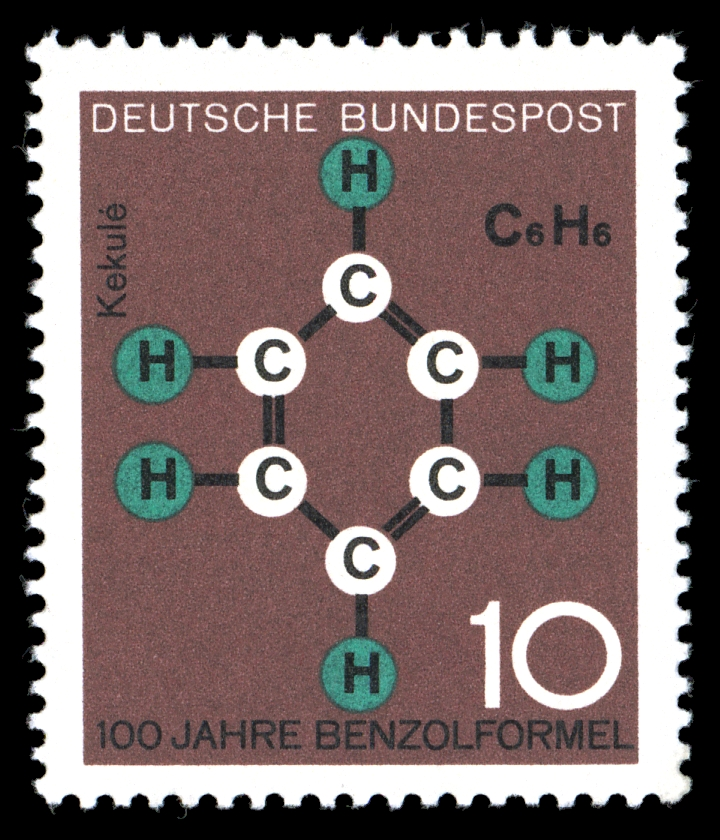
1964年西德的纪念发现苯的分子式的百年邮票。

1895年凯库勒被德皇威廉二世封为贵族，授权在其名字之后加上“冯·施特拉多尼茨”的名号，意指在波希米亚名为施特拉多尼茨的古代封邑。最初的五届诺贝尔奖化学奖得主中，他的学生占了三届：1901年的范托夫、1902年的费歇尔和1905年的拜尔。
波恩大學前化學研究所前面立有凯库勒的大型紀念碑；他的紀念碑經常由學生们裝飾，例如情人節。